# Citroën Type C
Citroën Type C — легковой автомобиль, производившийся французским автопроизводителем Citroën с 1922 по 1926 год. Было сделано более 80 тыс. автомобилей. В начале производства автомобиль именовали просто Type C, однако в 1924 году был переименован в C2, в связи с появлением в 1925 удлиненной версии — C3. Также он был известен (и известен до сих пор) как 5CV, чтобы соответствовать французским правилам налогообложения. В разговорном сленге он также имел клички «cul-de-poule» и «boat deck Citroën».
Четырёхцилиндровый 0,8-двигатель развивал 11 л.с. и имел один карбюратор Solex и магнитное зажигание. Электрический стартер входил в стандартную комплектацию, что позволяло объявлять об автомобиле, как о хорошо подходящем для женщин-водителей.
Автомобиль имел 2 типа кузовов — C (или C2) и удлиненный C3. И передняя, и задняя подвески имели эллиптические четвертичные пружины; тормоза были только сзади и управлялись ручным рычагом, а трансмиссия - ножной педаль.
Исходный Type C имел версию с открытым кузовом, называемую «Petit Citron» (маленький лимон) и производившуюся вначале только в жёлтой окраске, так как этот цвет был одним из самых популярных. Универсал C2 был двухместным, а C3 — трёхместным «Trefle» (Клеверный лист), так как  сзади появилось еще одно место для пассажира. У C2 и C3 существовали также кабриолет-версии.
Коммерческих версий C2 и C3 было продано 32 567 штук.

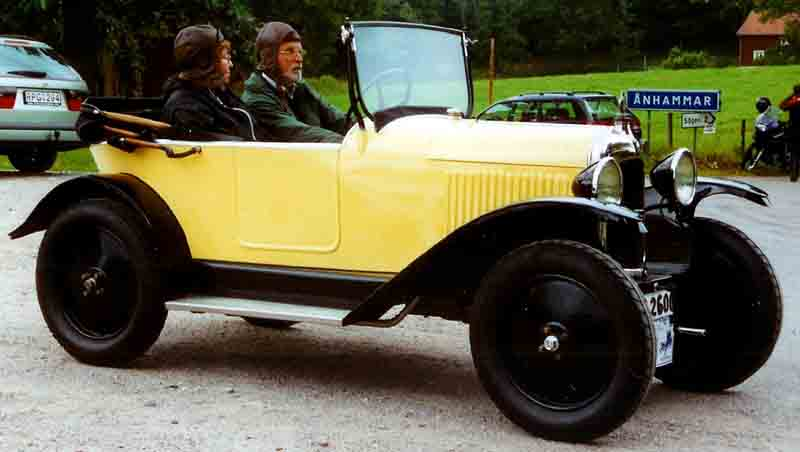
Citroën 5 CV Type C2 Торпедо 1923
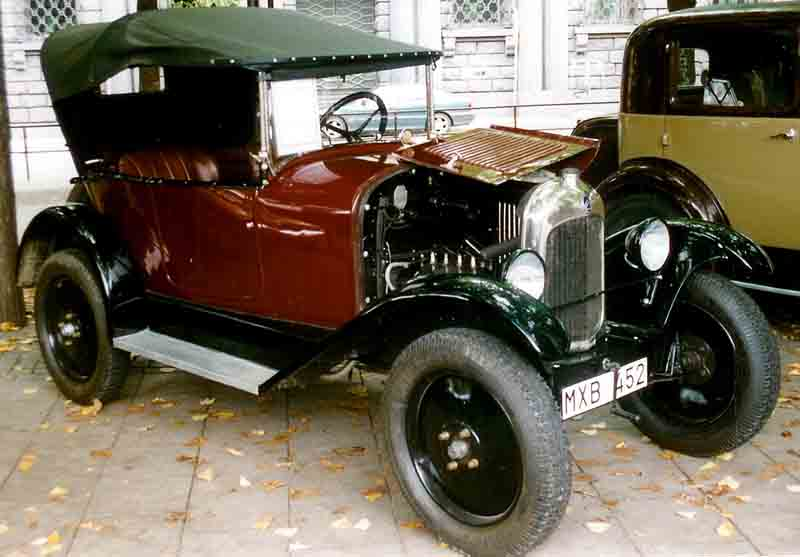
Citroën 5 CV Type C3 Торпедо 1925
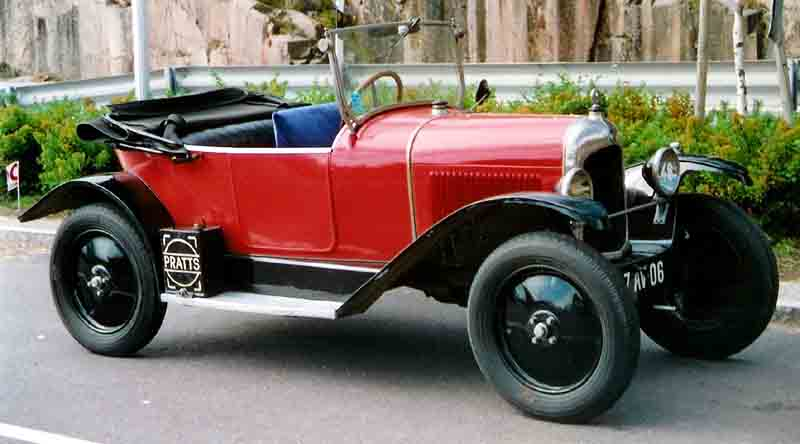
Citroën 5 CV Торпедо